# Pavelló de la Immaculada de l'Hospital Psiquiàtric Masculí
El Pavelló de la Immaculada de l'Hospital Psiquiàtric Masculí és una obra de Sant Boi de Llobregat (Baix Llobregat) protegida com a Bé Cultural d'Interès Local. Forma part del Conjunt psiquiàtric de Sant Boi de Llobregat.

## Descripció
Pavelló d'accés a l'hospital en forma d'U i de composició simètrica que fou l'antic "pavelló de direcció i de pensionistes distingits". Es compon de planta baixa i pis, es troba orientat a xaloc, té una torre amb rellotge que el caracteritza. Des de l'exterior destaca la porxada d'accés amb terrassa al damunt, columnes d'estil jònic i cos central avançat. Des del pati, el més remarcable és la galeria amb columnes del mateix estil a la planta baixa, i les arcades amb vidrieres policromes del primer. A l'interior hi ha escala una barana de ferro forjat i arrambadors de ceràmica que es perllonguen pels passadissos. També les fusteries, les vidrieres i els paviments de mosaics hidràulics són de gran qualitat.